# Racopilum naumannii
Racopilum naumannii là một loài rêu trong họ Racopilaceae. Loài này được Müll. Hal. mô tả khoa học đầu tiên năm 1883.